# 福井市役所
福井市役所（ふくいしやくしょ）は、日本の地方公共団体である福井市の組織が入る施設（役所）である。

## 所在地
- 福井県福井市大手三丁目10番1号

## サービスセンター・連絡所
サービスセンター
- 北サービスセンター - 福井市堀ノ宮一丁目208番地（JA福井県西藤島出張所内）
- 東サービスセンター - 福井市松城町12番7号（パリオCITY敷地内）
- 西サービスセンター - 福井市渕二丁目1705番地（Aコープやしろ店敷地内）
- 南サービスセンター - 福井市花堂南二丁目16番1号（ショッピングシティベル内）

連絡所
- 川西連絡所 - 福井市砂子坂町第5号58番地（鶉公民館内）
- 森田連絡所 - 福井市下森田藤巻町2番地（森田公民館内）
- 東足羽連絡所 - 福井市東郷二ヶ町第6号6番地（東体育館との合築）
- 殿下連絡所 - 福井市風尾町第1号13番地（殿下公民館内）
- 国見連絡所 - 福井市鮎川町第133号1番地3（国見公民館内）
- 美山連絡所 - 福井市美山町第7号1番地（旧美山総合支所）
- 越廼連絡所 - 福井市茱崎町第1号66番地（越廼公民館内）
- 清水連絡所 - 福井市風巻町第28号8番地1（清水健康管理センター内）

## 施設周辺
- 福井県庁舎
  - 福井県庁
  - 福井県警察本部
- 佐佳枝廼社
- 朝日新聞福井総局
- 中日新聞社福井支社・日刊県民福井本社

## アクセス
- 北陸新幹線・ハピラインふくい線・えちぜん鉄道勝山永平寺線 福井駅
- 福井鉄道福武線 福井城址大名町駅（旧市役所前駅）